# Elise Neal

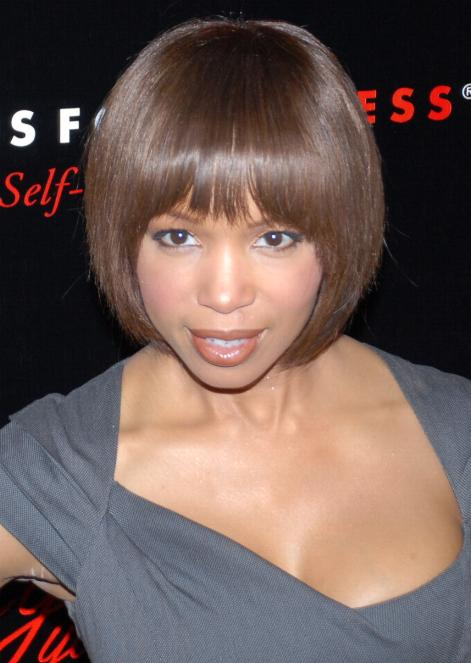
Elise Neal

Elise Neal (* 14. März 1966 in Memphis, Tennessee) ist eine US-amerikanische Filmschauspielerin.

## Leben
Elise Neal zog nach der High School nach New York City, um als Tänzerin zu arbeiten. Nach Auftritten in Musicals, Werbespots und Musikvideos zog sie Anfang der 1990er Jahre nach Los Angeles, wo sie dann als Darstellerin in Film und Fernsehen bekannt wurde.
1997 spielte sie im Horrorfilm Scream 2. Ab 1998 wurde sie mit ihrer Rolle der „Yvonne Hughley“ in der Sitcom Allein unter Nachbarn bekannt. Für diese Hauptrolle wurde sie für zwei Image-Awards nominiert. 2000 spielte sie bei Mission to Mars mit. Auch für ihre Nebenrolle in Hustle & Flow wurde sie für einen Image-Award nominiert.

## Filmografie (Auswahl)
- 1992: Malcolm X
- 1994: Loving (Fernsehserie, 35 Folgen)
- 1995–1996: SeaQuest DSV (Fernsehserie, 13 Folgen)
- 1997: Scream 2
- 1997: Money Talks – Geld stinkt nicht (Money Talks)
- 1998: Restaurant
- 1998–2002: Allein unter Nachbarn (The Hughleys, Fernsehserie, 89 Folgen)
- 2000: Mission to Mars
- 2002: Die Straßen Harlems (Paid in Full)
- 2003–2005: All of Us (Fernsehserie, 44 Folgen)
- 2005: Hustle & Flow
- 2009: My Manny (Fernsehserie, 10 Folgen)
- 2009: Preaching to the Pastor
- 2010: Love Ranch
- 2011: The Perfect Man
- 2011–2012: A.N.T.: Achtung Natur-Talente (A.N.T., Fernsehserie, 5 Folgen)
- 2012: The Undershepherd
- 2014: Aaliyah: The Princess of R&B
- 2017: Logan – The Wolverine (Logan)
- 2019: All In
- 2022: 892